# Batman R.I.P.
«Batman R.I.P.» (укр. Спочивай з миром, Бетмене) — сюжетна арка коміксів про Бетмена, опублікована у Batman #676–681 видавництвом DC Comics. Історія написана Грантом Моррісоном, проілюстрована Тоні Деніелом, з обкладинками від Алекса Росса та розповідає про боротьбу Бетмена з організацією Чорна Рукавиця, яка намагається зруйнувати усе за що він б'ється.